# Moraea graminicola
Moraea graminicola är en irisväxtart som beskrevs av Anna Amelia Obermeyer. Moraea graminicola ingår i släktet Moraea och familjen irisväxter.

## Underarter
Arten delas in i följande underarter:
- M. g. graminicola
- M. g. notata